# Phoenix sylvestris
Espèce
Classification APG III (2009)
Phoenix sylvestris, aussi appelé dattier indien, est une espèce de palmiers. Certains taxinomistes pensent qu'il est à l'origine de Phoenix dactylifera, le célèbre palmier dattier, cultivé a l'échelle industrielle dans certains pays. Phoenix sylvestris est plus petit que le palmier dattier, et ses dattes également.
Au Bengale, la sève du dattier Phoenix sylvestris est collectée en hiver (entre novembre et février), pour la transformer en jaggery appelé Nolen gur (en bengali : নোলেন গুর ; qui signifie « jaggery nouveau ») ou Khejurer Gur (en bengali : খেজুরের গুড় ; qui signifie « jaggery de dattier »). Un sucre brut qui peut prendre deux ou trois formes, sirupeux (il est alors appelé ঝোলা গুড় (jhōlā guṛ)), granuleux et solidifié (appelé alors পাটালি গুড় (pāṭāli guṛ)),. Le Nolen gur est un ingrédient « noble » apprécié en cuisine bengalie, surtout en pâtisserie,. Le produit est particulièrement valorisé et demandé durant les célébrations de Poush Parbon (পৌষ পার্বণ), la fête des moissons bengalie correspondant au Makar Sankranti.